# نظریه مبتنی بر کارما
نظریه مبتنی بر کارما یا سِسِتسورون (به ژاپنی: せせつろん) (Skr. Karmaprajñapti) به اختصار KP به سانسکریت (Prajñapti)، یکی از رساله‌های اولیه (ابهیدارما) فرقه‌های بودایی اولیه سرواستیواده است که به رساله شش پا معروف است. همچنین به عنوان رساله ابهیدارما در پای بودا شناخته می‌شود.